# Diócesis de Cochín
La diócesis de Cochín (en latín: Dioecesis Coccinensis y en malabar: കൊച്ചി രൂപത) es una circunscripción eclesiástica de la Iglesia católica en India. Se trata de una diócesis latina, sufragánea de la arquidiócesis de Verapoly. Desde el 8 de mayo de 2009 su obispo es Joseph Kariyil.

## Territorio y organización

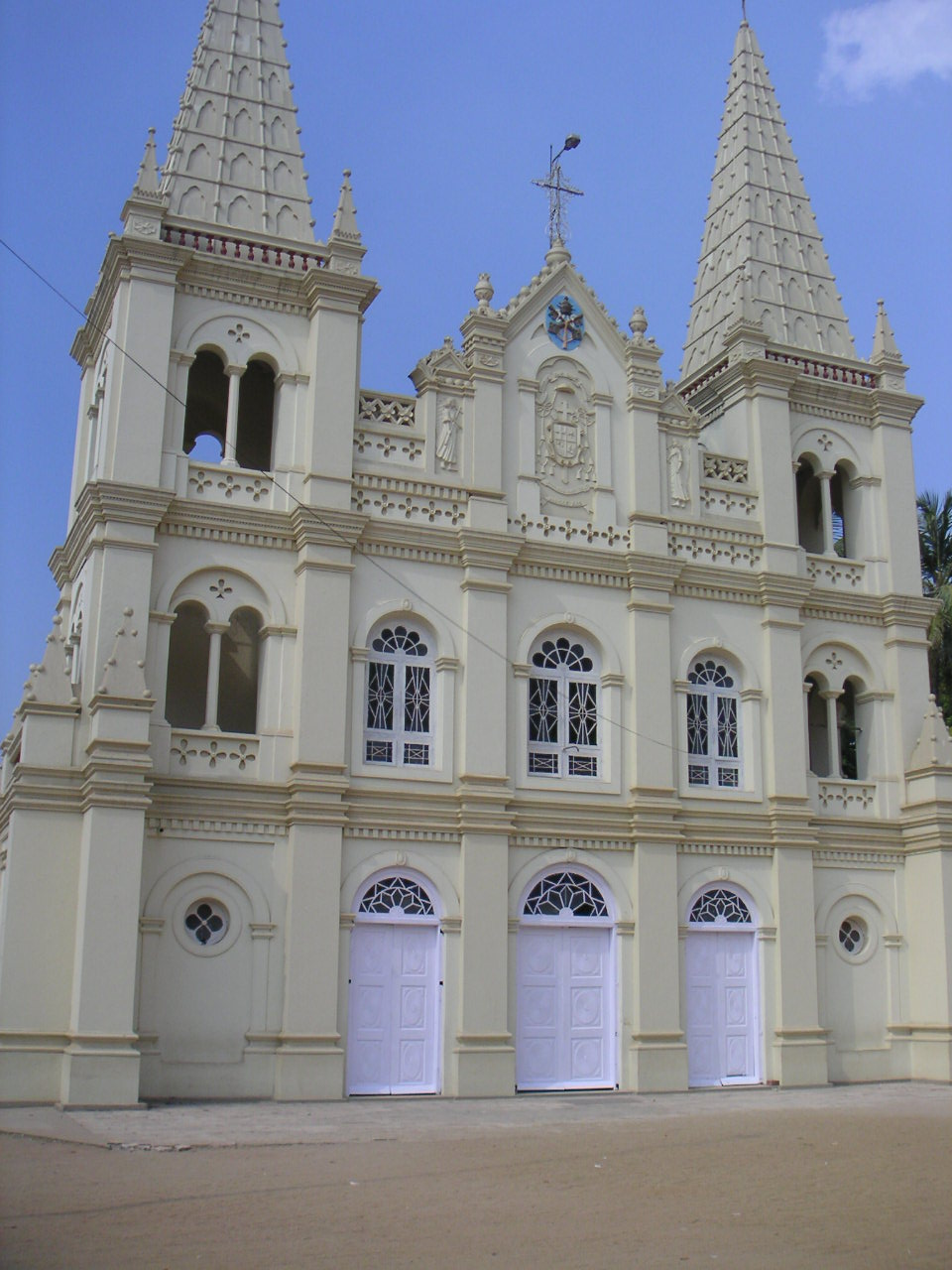
Vista de la catedral

La diócesis tiene 236 km² y extiende su jurisdicción sobre los fieles católicos de rito latino residentes en parte del distrito de Ernakulam en el estado de Kerala. La diócesis extiende su jurisdicción sobre la llamada "Comunidad del siglo XVIII" residente en el territorio de la diócesis de Alleppey y, recíprocamente, la diócesis de Alleppey tiene jurisdicción sobre la llamada "Comunidad del siglo XVI" residente en el territorio de la diócesis de Cochín.  
La sede de la diócesis se encuentra en la ciudad de Cochín (o Kochi), en donde se halla la Catedral basílica de la Santa Cruz. 
En 2021 en la diócesis existían 50 parroquias.

## Historia
La diócesis fue erigida el 4 de febrero de 1558 con la bula Pro excellenti praeeminentia del papa Paulo IV separando territorio de la diócesis de Goa (hoy arquidiócesis de Goa y Damán).
El 13 de diciembre de 1572 el papa Gregorio XIII con la bula Pastoralis officii cura otorgó a los obispos de Cochín el derecho a suceder a los arzobispos de Goa.
En 1599 cedió parte de su territorio para la erección de la ya existente arquidiócesis de Angamaly con un breve del papa Clemente VIII. En 1606 cedió otra parte de su territorio para la erección de la misión sui iuris de Madura (hoy diócesis de Tiruchirapalli) y el 3 de diciembre de 1659 cedió otra parte para la erección del vicariato apostólico de Malabar (hoy arquidiócesis de Verapoly).
En 1663 las iglesias, el colegio de los jesuitas, el monasterio franciscano y las escuelas fueron destruidos por los holandeses, que habían derrotado a los portugueses. Solo la iglesia franciscana, que pasó a ser utilizada para el culto protestante, escapó a la ruina, mientras que la catedral se utilizó como mercado.
El 3 de diciembre de 1834 cedió otra porción de territorio para de la erección del vicariato apostólico de Ceilán (hoy arquidiócesis de Colombo) mediante el breve Ex munere del papa Gregorio XVI.
El 24 de abril de 1838 la diócesis fue suprimida con el breve Multa praeclare del papa Gregorio XVI, quien, de manera drástica, decidió limitar los derechos del Padroado portugués suprimiendo la diócesis y atribuyendo sus territorios al vicariato apostólico de Verapoly (hoy arquidiócesis), bajo el control directo de la Propaganda Fide.
El 1 de septiembre de 1886 se restableció la diócesis con la bula Humanae salutis del papa León XIII.
El Gobierno portugués continuó ejerciendo los derechos del Padroado, con el privilegio adjunto de presentar obispos, hasta el acuerdo del 18 de julio de 1950, que puso fin a esta institución después de casi cinco siglos. El último obispo portugués de Cochín fue José Vieira Alvernaz, nombrado arzobispo coadjutor de Goa y Damán a fines de ese año.
El 19 de junio de 1952 cedió otra porción del territorio para la erección de la diócesis de Alleppey mediante la bula Ea Redemptoris. Al mismo tiempo, la parte sur de la diócesis, debido a la distancia de la sede episcopal, fue concedida en administración a los obispos de Trivandrum; esta disposición quedó definitiva el 20 de mayo de 1955 con el decreto Per Decretum.
Originalmente sufragánea de la arquidiócesis de Goa y Damán, el 19 de septiembre de 1953, en virtud de la bula Mutant res del papa Pío XII, pasó a formar parte de la provincia eclesiástica de Verapoly.

## Estadísticas
De acuerdo al Anuario Pontificio 2022 la diócesis tenía a fines de 2021 un total de 176 680 fieles bautizados.
| Año                                                                             | Población            | Población | Población      | Sacerdotes | Sacerdotes    | Sacerdotes    | Bautizados por sacerdote | Diáconos permanentes | Religiosos | Religiosos | Parroquias |
| Año                                                                             | Bautizados católicos | Total     | % de católicos | Total      | Clero secular | Clero regular | Bautizados por sacerdote | Diáconos permanentes | Varones    | Mujeres    | Parroquias |
| ------------------------------------------------------------------------------- | -------------------- | --------- | -------------- | ---------- | ------------- | ------------- | ------------------------ | -------------------- | ---------- | ---------- | ---------- |
| 1950                                                                            | 236 365              | 500 000   | 47.3           | 112        | 96            | 16            | 2110                     |                      | 23         | 181        | 53         |
| 1970                                                                            | 122 136              | 454 762   | 26.9           | 59         | 49            | 10            | 2070                     |                      | 12         | 130        | 23         |
| 1980                                                                            | 143 000              | 587 500   | 24.3           | 65         | 53            | 12            | 2200                     |                      | 16         | 155        | 29         |
| 1990                                                                            | 170 399              | 678 946   | 25.1           | 86         | 64            | 22            | 1981                     |                      | 40         | 295        | 33         |
| 1999                                                                            | ?                    | 556 247   | ?              | 91         | 66            | 25            | ?                        |                      | 57         | 388        | 37         |
| 2000                                                                            | 166 861              | 567 371   | 29.4           | 104        | 70            | 34            | 1604                     |                      | 95         | 434        | 37         |
| 2001                                                                            | 173 861              | 580 373   | 30.0           | 122        | 77            | 45            | 1425                     |                      | 89         | 466        | 37         |
| 2002                                                                            | 176 423              | 584 635   | 30.2           | 116        | 76            | 40            | 1520                     |                      | 151        | 460        | 37         |
| 2003                                                                            | 173 281              | 604 400   | 28.7           | 130        | 83            | 47            | 1332                     |                      | 129        | 455        | 37         |
| 2004                                                                            | 162 188              | 537 293   | 30.2           | 126        | 87            | 39            | 1287                     |                      | 79         | 515        | 37         |
| 2006                                                                            | 160 812              | 562 746   | 28.6           | 130        | 81            | 49            | 1237                     |                      | 146        | 439        | 38         |
| 2013                                                                            | 184 860              | 634 928   | 29.1           | 150        | 96            | 54            | 1232                     |                      | 140        | 426        | 41         |
| 2016                                                                            | 175 473              | 618 890   | 28.4           | 166        | 99            | 67            | 1057                     |                      | 147        | 454        | 44         |
| 2019                                                                            | 174 967              | 618 410   | 28.3           | 190        | 113           | 77            | 920                      |                      | 168        | 390        | 48         |
| 2021                                                                            | 176 680              | 625 500   | 28.2           | 197        | 110           | 87            | 896                      |                      | 183        | 453        | 50         |
| Fuente: Catholic-Hierarchy, que a su vez toma los datos del Anuario Pontificio. |                      |           |                |            |               |               |                          |                      |            |            |            |

## Episcopologio
- Jorge Temudo, O.P. † (4 de febrero de 1558-13 de enero de 1567 nombrado arzobispo de Goa)
- Henrique de Távora e Brito, O.P. † (13 de enero de 1567-29 de enero de 1578 nombrado arzobispo de Goa)
- Mateus de Medina, O.Carm. † (29 de enero de 1578-19 de febrero de 1588 nombrado arzobispo de Goa)
- Andrés de Santa Maria, O.F.M. † (19 de febrero de 1588-1615 renunció)
- Sebastião de São Pedro, O.E.S.A. † (16 de febrero de 1615-7 de octubre de 1624 nombrado arzobispo de Goa)
- Luiz de Brito de Menezes, O.E.S.A. † (27 de mayo de 1627-29 de julio de 1629 falleció)
- Miguel Da Cruz Rangal, O.P. † (10 de noviembre de 1631-14 de septiembre de 1646 falleció)
  - Sede vacante (1646-1689)
  - João Coelho † (18 de octubre de 1650-?) (obispo electo, ilegítimo)
  - Fernando de Incarnação de Menezes † (?-1657 falleció) (obispo electo, ilegítimo)
  - Francisco Barreto, S.I. † (?-26 de octubre de 1663 falleció) (obispo electo, ilegítimo)
  - Fabio dos Reis Fernandes, O.Carm. † (1672-16 de mayo de 1672 nombrado obispo de Santiago de Cabo Verde) (obispo electo, ilegítimo)
- Pedro da Silva, O.E.S.A. † (8 de enero de 1689-15 de marzo de 1691 falleció)
- Pedro Pacheco, O.P. † (4 de enero de 1694-septiembre de 1714 falleció)
  - Francesco Pedro dos Martyres † (?-1715 falleció) (obispo electo)
- Francisco de Vasconcellos, S.I. † (12 de febrero de 1721-30 de marzo de 1743 falleció)
- Clemente José Colaço Leitão, S.I. † (8 de marzo de 1745-31 de enero de 1771 falleció)
- Manoel da Santa Catalina Soares, O.C.D. † (20 de julio de 1778-18 de julio de 1783 nombrado arzobispo de Goa)
- José de Soledad Marques da Silva, O.C.D. † (18 de julio de 1783-1818?)
- Tomás Manoel de Noronha e Brito, O.P. † (17 de diciembre de 1819-23 de junio de 1828 nombrado obispo de Olinda)
  - Sede vacante (1828-1838)
  - Sede suprimida (1838-1886)
- João Gomes Ferreira † (14 de marzo de 1887-4 de mayo de 1897 falleció)
- Matheus de Oliveira Xavier † (11 de octubre de 1897-26 de febrero de 1909 nombrado arzobispo de Goa)
- José Bento Martins Ribeiro † (28 de febrero de 1909-21 de mayo de 1931 falleció)
- Abílio Augusto Vaz das Neves † (4 de diciembre de 1933-8 de diciembre de 1938 nombrado obispo de Braganza y Miranda)
  - Sede vacante (1938-1941)
- José Vieira Alvernaz † (13 de agosto de 1941-23 de diciembre de 1950 nombrado arzobispo coadjutor de Goa y Damán[nota 1])
- Alexander Edezath † (19 de junio de 1952-29 de agosto de 1975 renunció)
- Joseph Kureethara † (29 de agosto de 1975-6 de enero de 1999 falleció)
- John Thattumkal, S.S.C. (10 de mayo de 2000-8 de mayo de 2009 renunció)
  - Daniel Acharuparambil, O.C.D. (23 de octubre de 2008-8 de mayo de 2009) (administrador apostólico sede plena)
- Joseph Kariyil, desde el 8 de mayo de 2009

## instituciones
Colegio de Aquino, Edacochin